# Rick Hughes (basket-ball)
Pour les articles homonymes, voir Rick Hughes (homonymie).
Rick Hughes, né le 22 août 1973 à Cincinnati dans l'Ohio, est un joueur américain de basket-ball. Il évolue au poste d'ailier fort.

## Biographie
Rick Hughes signe en juin 2010 un contrat avec le club français du HTV (Hyères Toulon Var) avec lequel il avait déjà évolué avec une certaine réussite puisqu'il est devenu la meilleure évaluation à la minute de Pro A de tous les temps.

## Clubs successifs
- 1992-1996 :  Thomas Moore College (NCAA III)
- 1996-1997 :  Dakota Wizards (International Basketball Association)
- 1997-1998 :  Omonia Nicosie (Chypre)
- 1998-1999 :  Club Rosaire (Liban)
- 1999-2000 :  Dallas Mavericks (NBA) puis  Idaho Stampede (CBA)
- 2000-2001 :  CB Ourense (Liga ACB)
- 2001-2002 :  Kansas City Knights (American Basketball Association 2000)
- 2002-2003 :  Dijon (Pro A)
- 2003-2004 :  Riyadi Club Beyrouth (Liban) puis  Strasbourg (Pro A)
- 2004-2005 :  Teramo (LegA)
- 2005-2006 :  CB Murcie (LEB)
- 2006-2007 :  CB León (LEB)
- 2007-2008 :  CB Breogán (Liga ACB)
- 2008-2009 :  Hyeres Toulon Var Basket (Pro A)
- 2009-2010 :  CB León (LEB)
- 2010-2012 :  Hyeres Toulon Var Basket (Pro A)

## Distinctions personnelles
- MVP étranger du championnat de France 2003-2004
- Meilleur marqueur de Pro A 2003-2004 et en 2010-2011